# Bryan Stevenson
Bryan Stevenson (* 14. listopadu 1959) je americký právník, aktivista v oblasti sociální spravedlnosti, zakladatel a výkonný ředitel iniciativy Equal Justice Initiative (iniciativa za rovný přístup ke spravedlnosti) a profesor na New York University School of Law. Stevenson se po studiích práv na Harvardu usadil v Montgomery v Alabamě a celý život bojuje proti zaujatosti systému trestního soudnictví vůči chudým a rasovým menšinám.
U Nejvyššího soudu USA se zasadil o zákaz trestu smrti a doživotního vězení bez možnosti podmíněného propuštění pro děti mladší osmnácti let a mentálně postižené. Zachránil před trestem smrti i dalšími těžkými tresty desítky nevinných či nespravedlivě odsouzených. Založil Národní památník míru a spravedlnosti v Montgomery, který připomíná jména více než 4 000 Afroameričanů zlynčovaných v dvanácti jižanských státech USA mezi lety 1877 a 1950.
Tvrdí, že otrokářství a lynčování se přetavili ve formalizované justiční násilí, jehož následkem je neúměrně vysoké užívání trestu smrti v případech jiných než bělošských pachatelů.
Svůj život zasvěcený boji za spravedlnost pro všechny popisuje v knize Just Mercy.